# Kirghizoleon cubitalis
Kirghizoleon cubitalis is een insect uit de familie van de mierenleeuwen (Myrmeleontidae), die tot de orde netvleugeligen (Neuroptera) behoort. 
Kirghizoleon cubitalis is voor het eerst wetenschappelijk beschreven door Krivokhatsky & Zakharenko in 1994.